# London Borough of Tower Hamlets
Der London Borough of Tower Hamlets [ˈtaʊə ˌhæmlɪts] ist ein Stadtbezirk von London östlich der City of London. Der Name bezieht sich auf ein altes britisches Verwaltungsgebiet, die Tower Hamlets, das direkt dem Konstabler des Towers unterstand. Er umfasst große Teile des historischen East End. In Tower Hamlets befindet sich der größte Teil des ehemaligen Hafengebiets Docklands mit den West India Docks und der Canary Wharf; daher gilt es als traditionelles Arbeiterviertel. Bei der Gründung der Verwaltungsregion Greater London im Jahr 1965 entstand der Bezirk aus dem Metropolitan Borough of Bethnal Green, dem Metropolitan Borough of Poplar und dem Metropolitan Borough of Stepney im ehemaligen County of London.

## Geschichte
Die Bezirke östlich der Stadtmauer waren schon seit Jahrhunderten Wohngebiet von Tagelöhnern. Das Kleingewerbe in diesem Gebiet erlebte mit der Industrialisierung einen Niedergang; im Süden des Bezirks entstanden auf der Isle of Dogs die Docklands, die Werft- und Hafenanlagen Londons. Die meisten Bewohner des Gebiets waren Arbeiter in den Hafenanlagen. Im Stadtteil Ratcliff wurden im Dezember 1811 sieben Menschen ermordet. Der Mörder, der im Slum wütete, beging nach der Festnahme in seiner Gefängniszelle Suizid. Auch Whitechapel im Westen des Bezirks erwarb sich einen zweifelhaften Ruf durch verbreitete Armut, Kriminalität und Prostitution, etwa als Jack the Ripper hier 1888 sein Unwesen trieb. Außerdem war das Gebiet Anlaufpunkt für verschiedene Einwanderergruppen, etwa Hugenotten, Deutsche (bis heute gibt es im Bezirk Kirchen, die zweisprachige Gottesdienste anbieten), Iren und sephardische sowie osteuropäische Juden. Hier entstand auch der moderne Boxsport.
Im Zweiten Weltkrieg erlitt der Bezirk massive Schäden durch deutsche Luftangriffe, die auf die Beschädigung der Docklands abzielten. Nach dem Krieg verließen zahlreiche Bewohner das Gebiet, um in neu gebaute Wohnungen weiter außerhalb zu ziehen, gleichzeitig begann der Niedergang des Hafens und der Werften, der in den ehemaligen Docklands eine große Industriebrache entstehen ließ. Seit den 1970er Jahren zogen Einwanderer aus Südasien, vor allem aus Bangladesch in das Gebiet und bildeten ethnische Kolonien. Seither gab es zahlreiche Versuche zur Revitalisierung und Aufwertung des Gebiets, zuletzt im Rahmen der Olympischen Spiele 2012; dadurch sind Teile des Bezirks einer starken Gentrifizierung unterworfen. Im Gebiet der Docklands entstanden Banken- und Geschäftsviertel mit den höchsten Wolkenkratzern Londons; außerdem verlegte die Queen Mary University ihren Hauptcampus in das Stadtviertel Mile End, der günstige Wohnraum ist bei Künstlern und Studenten beliebt. Jedoch gehören immer noch einige Gebiete zu den ärmsten des Landes. In den 2020er Jahren häuften sich Fälle von Vandalismus gegen christliche Einrichtungen in Tower Hamlets und Angriffe gegen deren Mitarbeiter.
Die Geschichte der Docklands wurde im Museum of London Docklands aufgearbeitet.

## Bevölkerung

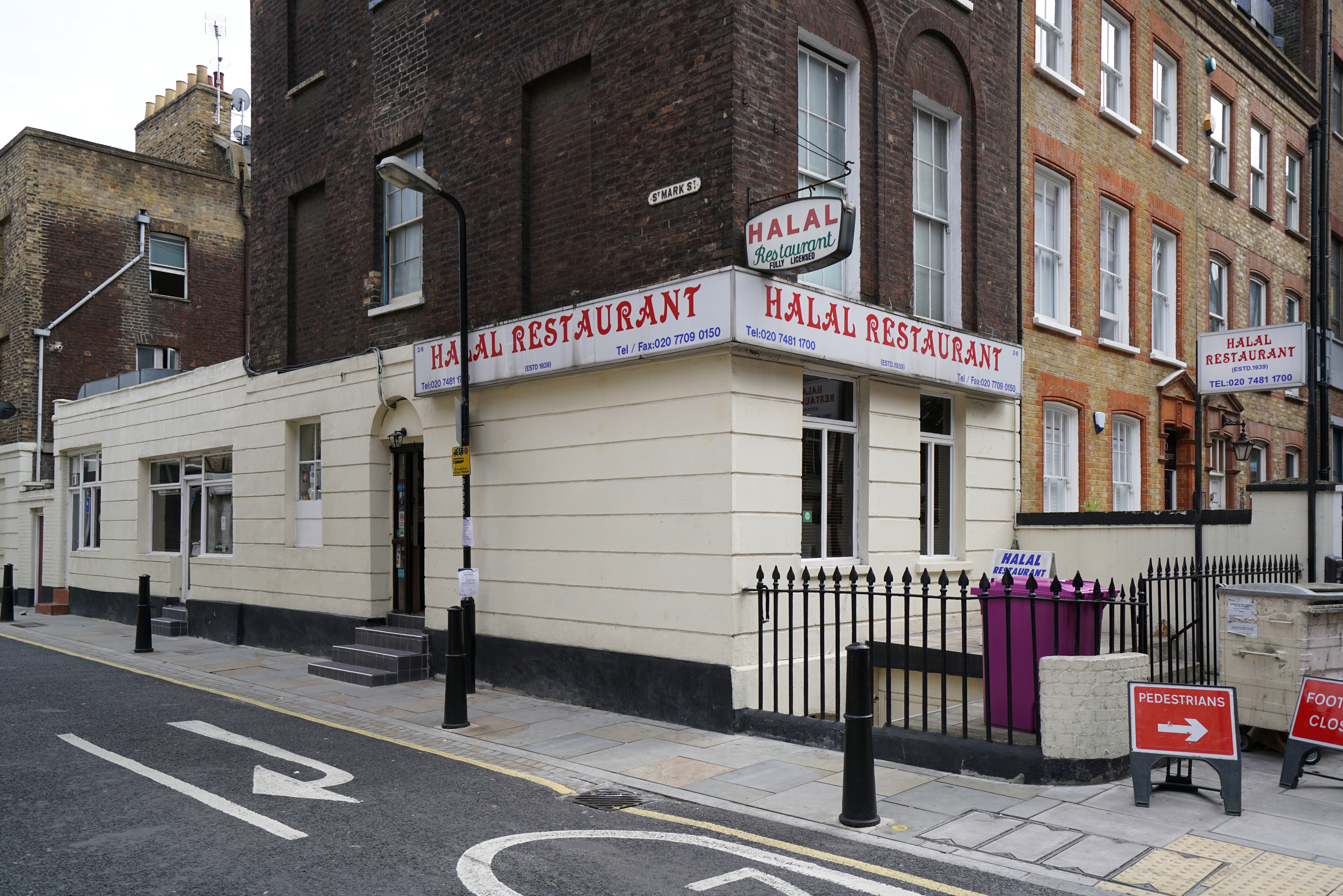
Indisches Restaurant in Whitechapel, in dem Halāl-Produkte angeboten werden

Die Bevölkerung ist multikulturell und setzte sich 2008 aus 54,5 % Weißen, 34,0 % Asiaten, 5,0 % Schwarzen und 2,6 % Chinesen zusammen. 2021 war der Anteil der Asiaten auf 45 % gestiegen; 40 % der Bewohner bezeichneten sich als „weiß“.
In Tower Hamlets leben heutzutage viele Einwanderer aus Indien, Pakistan und vor allem Bangladesch sowie aus Somalia, der Bezirk hat den höchsten Anteil an Muslimen in ganz Großbritannien (etwa 36 %, der Landesdurchschnitt beträgt 3 %). Aufgrund verschiedener Vorfälle wurde in den letzten Jahren oft vor einer „Islamisierung“ des Stadtteils und vor einem großen Einfluss fundamentalistischer Gruppierungen gewarnt.

## Politik
Traditionell dominierten in dem Bezirk linke Parteien, v. a. die Labour Party. Bei den Unterhauswahlen 2005 wurde im Wahlkreis Bethnal Green and Bow, der den Norden des Bezirks umfasst, erstmals kein Abgeordneter der Labour Party ins Parlament gewählt, sondern ein Vertreter der Respect Party, nämlich der Labour-„Parteirebell“ und Friedensaktivist George Galloway. Seit den Wahlen 2010 werden wieder beide Abgeordnete von der Labour Party gestellt.
Im Oktober 2010 wurde Lutfur Rahman, der Mitglied des umstrittenen Islamic Forum of Europe ist, bei sehr geringer Wahlbeteiligung gegen den Kandidaten der Labour Party zum Bürgermeister gewählt. Anlässlich dieser Wahl diagnostizierte die konservative Tageszeitung The Daily Telegraph die Übernahme des Stadtteils durch radikale Muslime, so die Artikelüberschrift: “London borough becomes ‘Islamic republic’” (deutsch: „London Borough wird islamische Republik“). Die Bürgermeisterwahl 2014 gewann Lutfur Rahman, und zwar, wie ein Wahlprüfungsgericht im Nachhinein feststellte, durch Bestechung und massive Wahlfälschung. Durch das Gerichtsurteil vom 23. April 2015 wurde Lutfur Rahman mit sofortiger Wirkung amtsenthoben. Der Skandal verschaffte Tower Hamlets große Aufmerksamkeit, weit über London hinaus. Die Neuwahl im Juni 2015 gewann der Labour-Kandidat John Biggs.
Bei der Kommunalwahl im Mai 2018 gewann die Labour Party 42 der 45 Sitze in der Bezirksvertretung. Bei der Kommunalwahl im Mai 2022 wurde Lutfur Rahman zum dritten Mal zum Bürgermeister gewählt, seine 2018 gegründete Partei „Aspire“ gewann 24 der 45 Sitze in der Bezirksvertretung und dezimierte damit die Labour-Parteisitze von 42 auf 19. Alle 24 Aspire-Ratsmitglieder sind bangladeschische Muslime, und ihr Sieg machte Tower Hamlets zur ersten muslimischen Hochburg in Großbritannien.

### Tower Hamlets London Borough Council
- Aspire: 21
- Greens: 1
- Labour: 17
- Cons.: 1
- Unabh.: 5

## Partnerstädte
Offenbach am Main und Mödling sind Partnerstädte von Tower Hamlets. Der Stadtteil Bethnal Green unterhält eine Partnerschaft mit der luxemburgischen Gemeinde Esch-sur-Alzette.

## Stadtteile
- Bethnal Green
- Blackwall
- Bow
- Bromley-by-Bow
- Cambridge Heath
- Cubitt Town
- Globe Town
- Isle of Dogs
- Leamouth
- Limehouse
- Mile End
- Millwall
- Old Ford
- Poplar
- Ratcliff
- Shadwell
- Spitalfields
- St George in the East
- Stepney
- Wapping
- Whitechapel

## Persönlichkeiten
- William Lane (1745/1746–1814), Verleger
- Elizabeth Garrett Anderson (1836–1917), Ärztin
- Walter Pater (1839–1894), Essayist und Kritiker
- Marcus Samuel (1853–1927), Unternehmer
- Rudolf Rocker (1873–1958), Historiker und Anarchosyndikalist, lebte in der jüdischen Gemeinde von Whitechapel
- Donald Crisp (1882–1974), Schauspieler und Regisseur
- Dave Marsh (1894–1960), Radrennfahrer
- Bud Flanagan (1896–1968), Schauspieler
- Roger Delgado (1918–1973), Schauspieler
- Johnny Leach (1922–2014), Tischtennisspieler
- Georgia Brown (1933–1992), Schauspielerin
- Bernard Bresslaw (1934–1993), Schauspieler
- George Leonard Carey (* 1935), emeritierter Erzbischof von Canterbury
- Terence Stamp (1938–2025), Schauspieler
- Peter Green (1946–2020), Bluesrock-Gitarrist
- Harry Redknapp (* 1947), Fußballspieler und -trainer
- Alan Sugar (* 1947), Unternehmer
- Kenney Jones (* 1948), Rockmusiker
- Terry Chimes (* 1956), Schlagzeuger
- Jah Wobble (* 1958), Musiker
- Brendan Perry (* 1959), Musiker und Sänger
- Frank Harper (* 1962), Schauspieler
- Philip Ridley (* 1964), Künstler
- Samantha Fox (* 1966), Sängerin und Model
- Mustafa İzzet (* 1974), Fußballspieler
- Ledley King (* 1980), Fußballspieler
- Ashley Cole (* 1980), Fußballspieler
- Anwar Uddin (* 1981), Fußballspieler
- Wes Streeting (* 1983), Politiker
- Dizzee Rascal (* 1984), Musiker/Rapper
- Alex Scott (* 1984), Fußballspielerin